# كونستانثانا
بلدية كونستانثانا (بالإسبانية: Constanzana) هي بلدية تقع في مقاطعة آبلة التابعة لمنطقة قشتالة وليون وسط إسبانيا.

## الديموغرافيا
يبلغ عدد سكان بلدية كونستانثانا 124 نسمة عام 2011 (وفقاً للمعهد الوطني للإحصاء الإسباني).
| 203 | 187 | 179 | 162 | 145 | 138 | 124 |